# 革靴

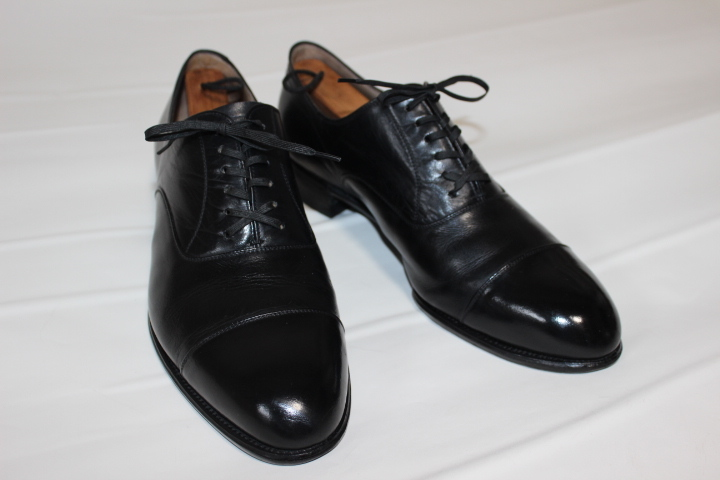
丸善の黒のストレートチップ

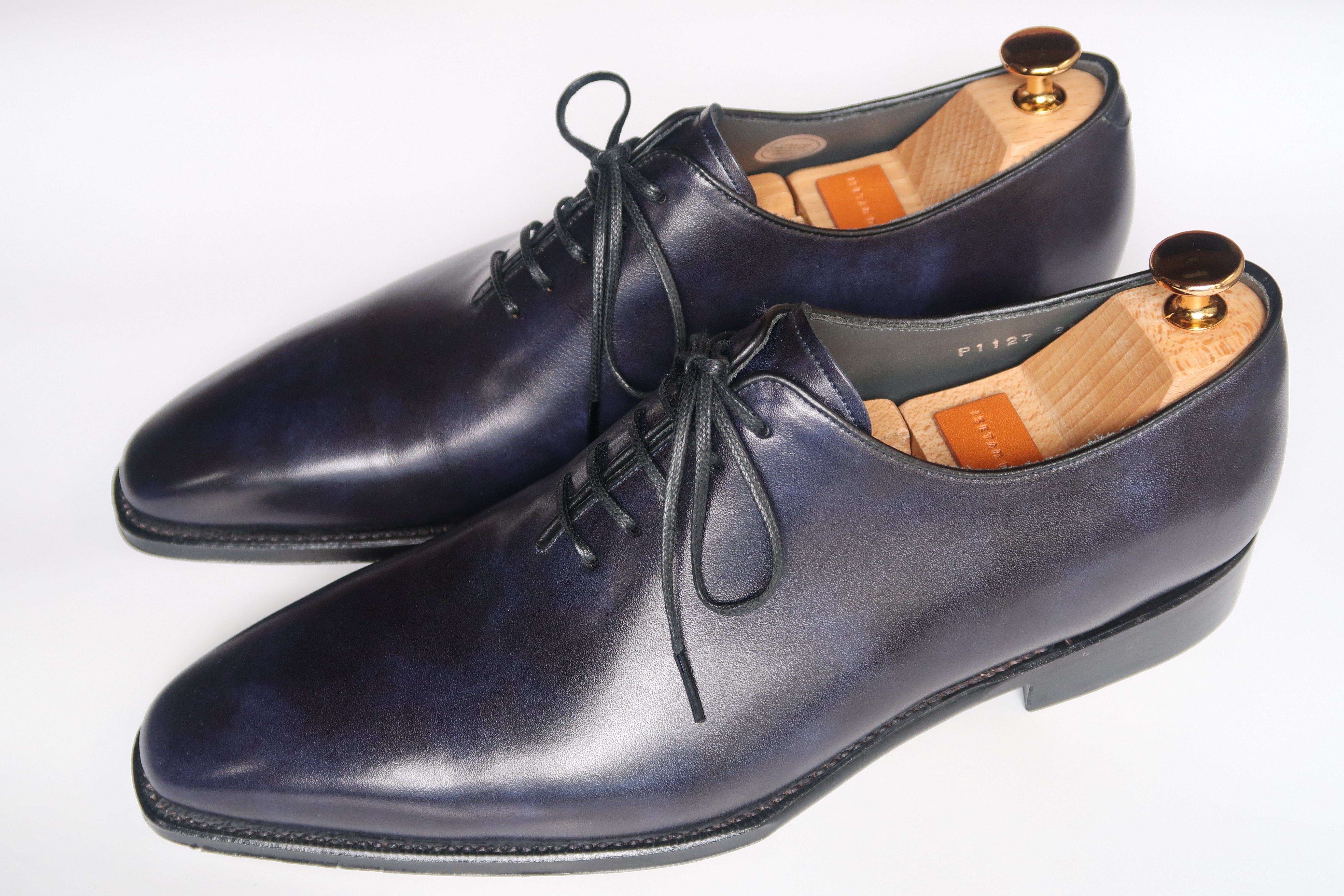
紺のホールカットの革靴

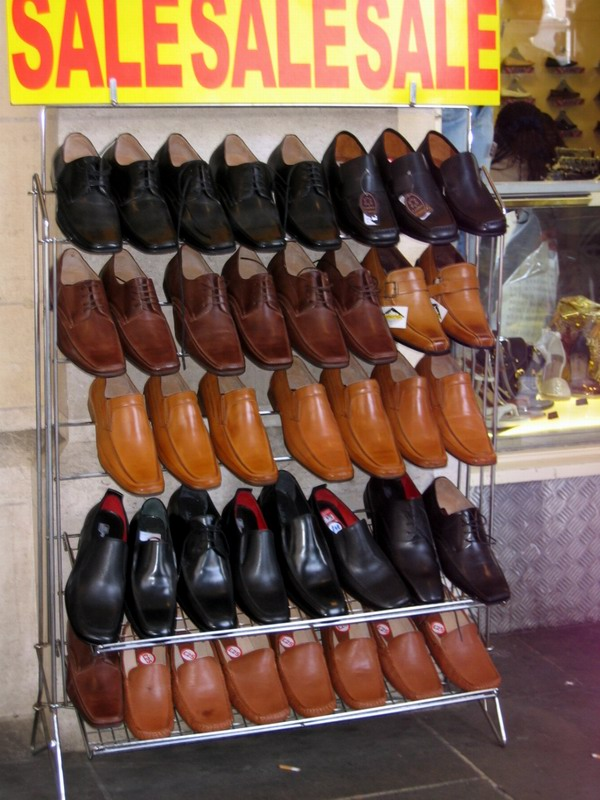
大量生産により、広く普及した現代の革靴（ビジネスシューズなど）

革靴（かわぐつ）は、動物の皮をなめして革とし、靴に成型したものである。
歴史的にはギリシア・ローマのサンダルをも革靴の範疇に含め、起源とする場合もあるものの、一般には靴の起源は中世のゲルマン人が多用していたブーツに起源を求めることが多い（ブーツを参照のこと）。ブーツは保温性と耐水・耐塵性に優れており、沼地や森林を踏破するには適した履物である。しかし、より沼沢の少ない地中海沿岸地方における歩行や、着脱には不便をきたした。このため、ブーツの踝（くるぶし）より上を切り落とした形の履物が考案され、現在の革靴（短靴）の原型となった。現在では、革靴と呼ばれるものの八割が、ビジネスシューズとして用いられている。

## 製法による分類
革靴の製法は様々で、それぞれに特徴がある。
詳しくは→靴の製法

## デザイン
一般的な革靴は甲革・中敷・中底・ソール・シャンク・踵（かかと）で構成される。

### 甲革形状による分類
甲革（アッパー）とは、革靴において、甲の部分を覆う部位の名称である。次のような分類がある。上に行くほど正装に相応しい（オペラパンプスは例外）。

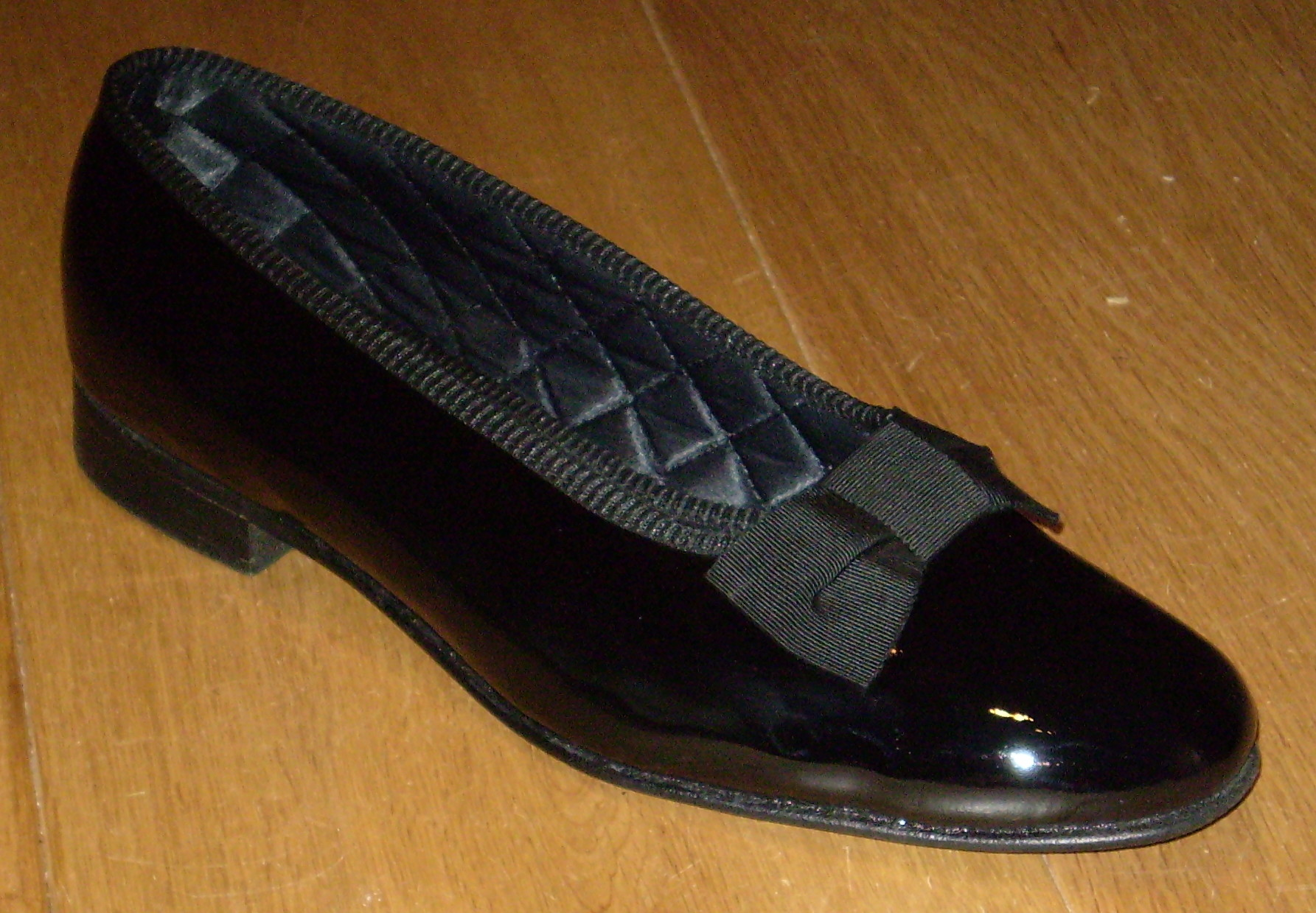
エナメルのオペラパンプス
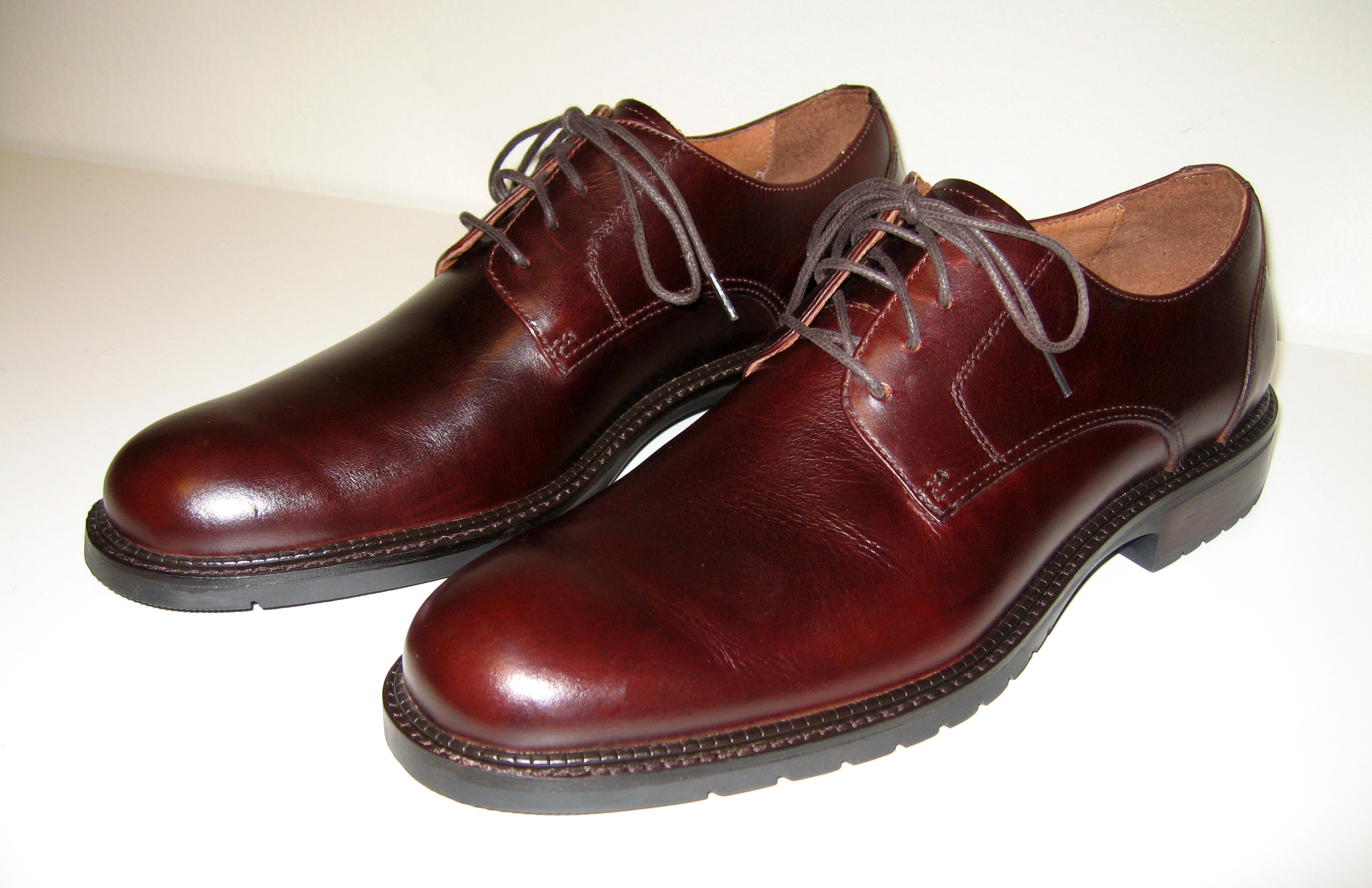
蝋引きの丸紐で結んだプレーントゥ
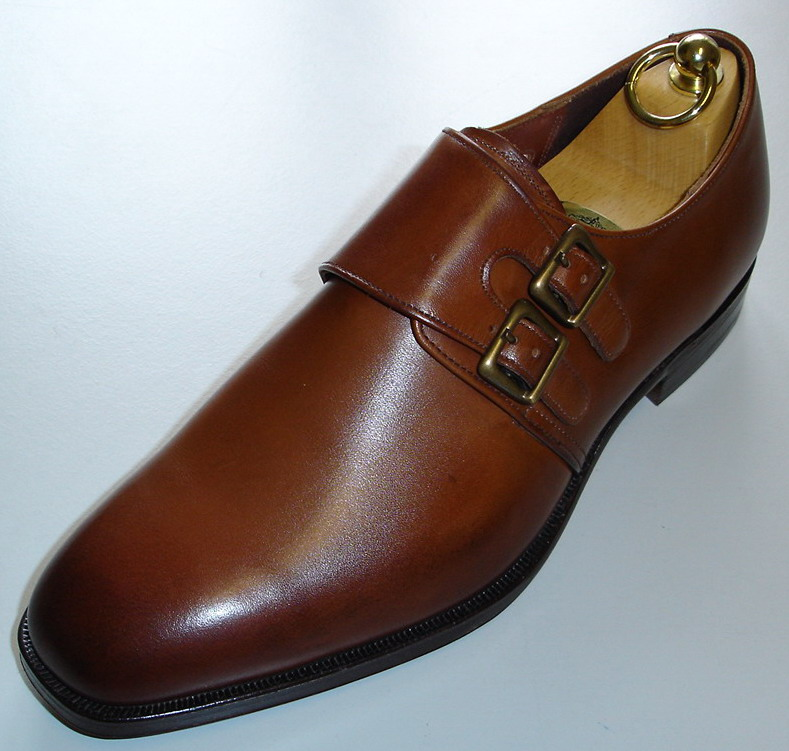
茶色の革のダブルのモンクストラップ

#### フォーマルとビジネス
オペラパンプス
夜間の礼装に用いられる最高の礼装用の靴。黒のエナメルでリボンが付いていることが特徴。皮から上皮層をはがした次の層である銀面が略式の物も存在する。
ストレートチップ(キャップ・トゥまたはキャップド・トゥ)
爪先に横一文字の縫い目が入った仕様。ビジネススタイルのほか、昼間の礼装で使われる最高の礼装用の靴。
プレーントゥ
接合部や縫い目などがない、一枚皮で作られたもの。ビジネススタイルではしばしば用いられる。内羽根式ならより正装に相応しい。

#### ビジネスとカジュアル
セミブローグ（ブローグシューズ）
ストレートチップやプレーントウにブローグ（足の甲部分の穴飾り）で装飾したもの。少しカジュアルになる。
ウィングチップ（ブローグシューズ）
甲部分の飾りが翼状となっているもの。しばしばメダリオン（爪先の穴飾り）が付される。穴飾りが踵まで届く物はロングウィングチップと言う。また、バックルつきのものがキルトと合わせて使われる。
フルブローグ（ブローグシューズ）
ウィングチップにブローグで装飾したもの。少しカジュアルになる。
ブラインド・フル・ブローグ（ブローグシューズ）
穴飾りのないウィングチップ。飾りがある物より正装に相応しい。
サドル・シューズ
色や素材が同じ黒や茶の無地に限る。
Uチップ(Yチップ、Vチップ)
U字形の革片（チップ）を甲の切り替え部分に使ったもの、またはU字型の縫い目を付け装飾的に用いているもの。同様に甲の切り替えにV字形の革片を使ったものをVチップと呼ぶ。Yチップは爪先に縦線が入っているUチップやVチップのこと。
モンクストラップ
紐ではなく、ベルトで締め付けるもの。一つのベルトで締めるシングルと二のベルトで締めるダブルの二種類がある。ベルトの端にゴムが着いているとベルトを外さなくても脱着しやくベルトが痛みにくい。修道士が履いていたのが名前の由来。
エラスティックシューズ
ローファーの一種だが履口が高く、ストレートチップやプレーントゥに見た目が近い、無地の黒や濃茶の革靴の場合のみビジネスに使用が出来る。踵の周りにゴムを使ったものは「サイドエラスティックシューズ」、甲の裏側にゴムを使ったものは「センターエラスティックシューズ」と言う。

#### カジュアル

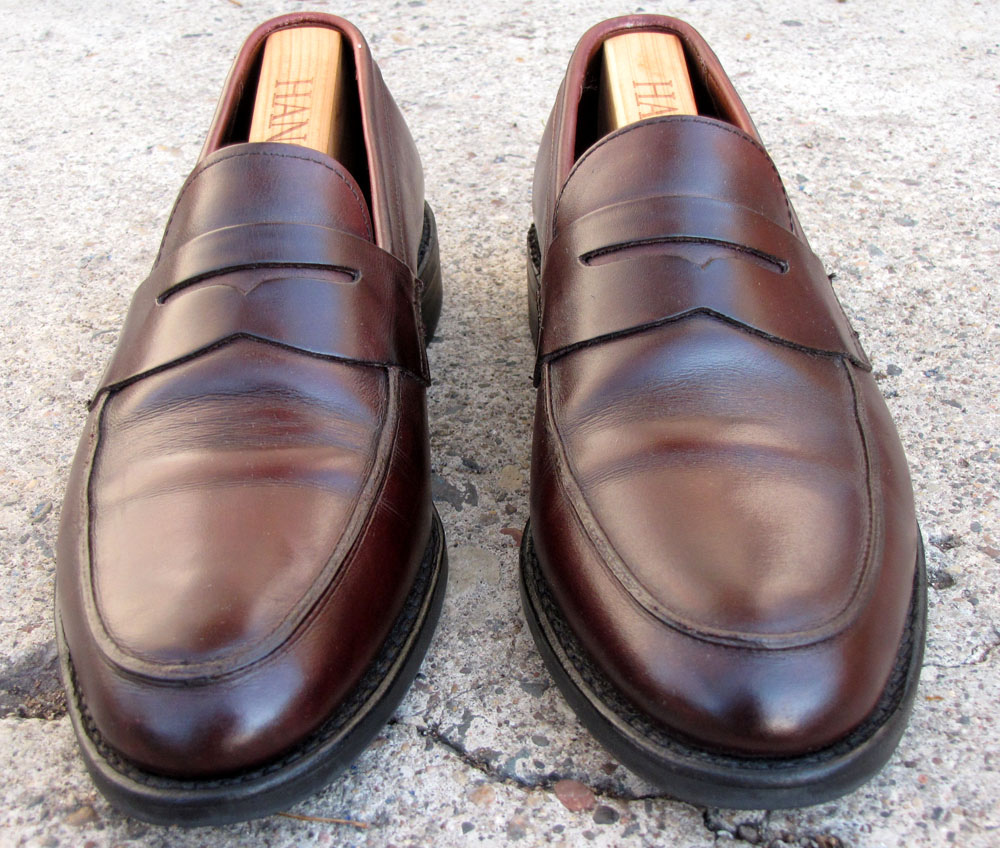
ペニーローファー

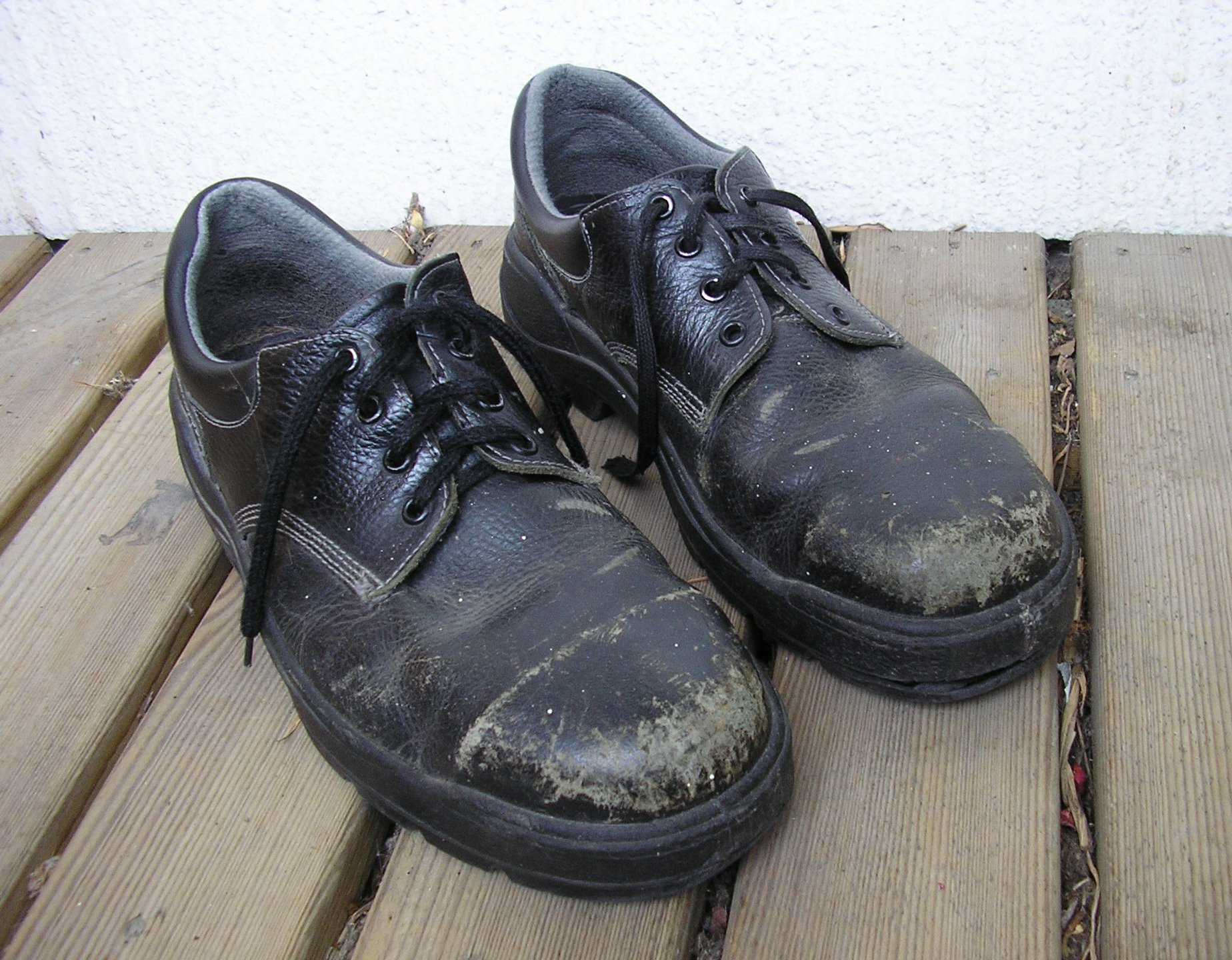
紐靴の安全靴
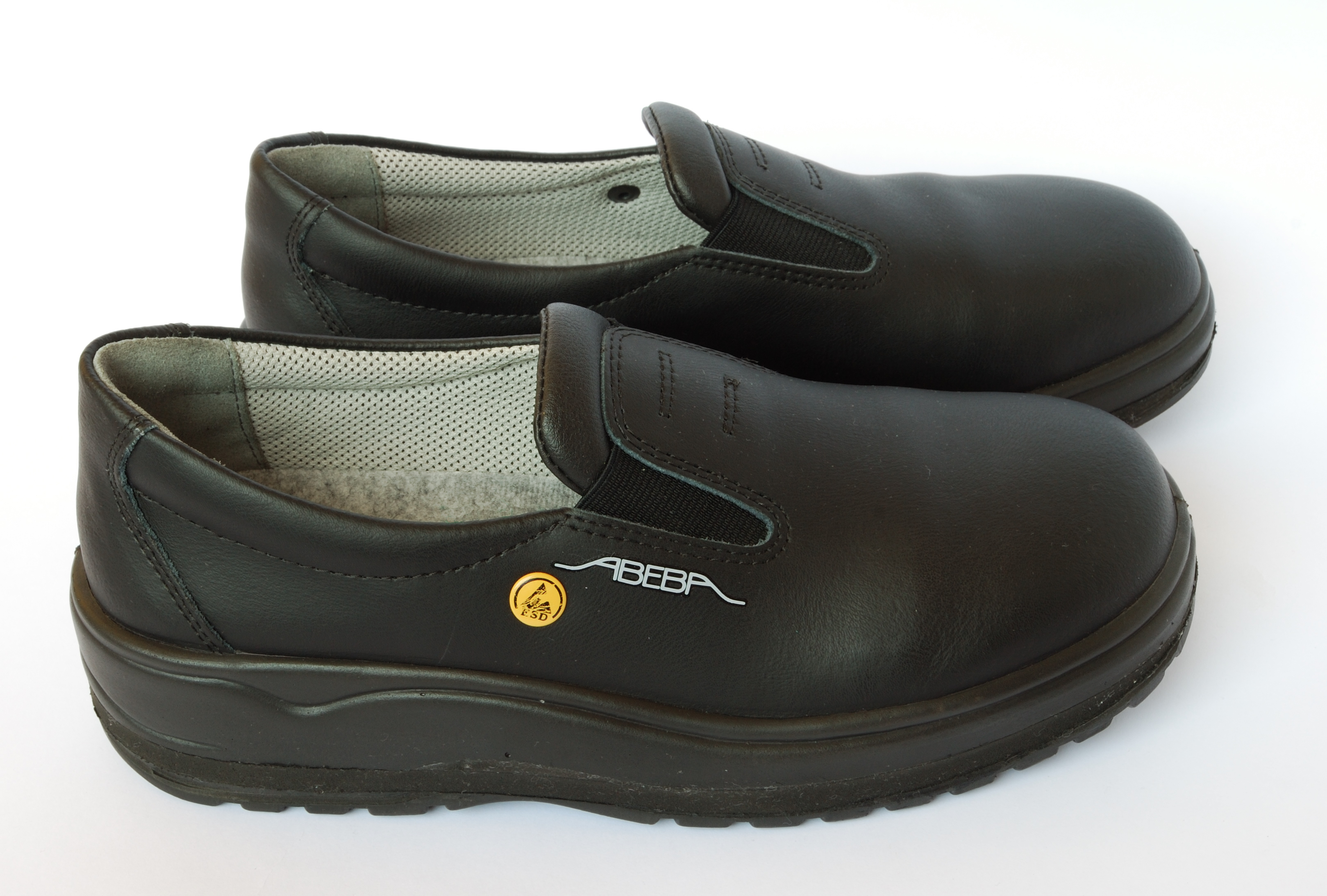
前ゴムシューズの安全靴
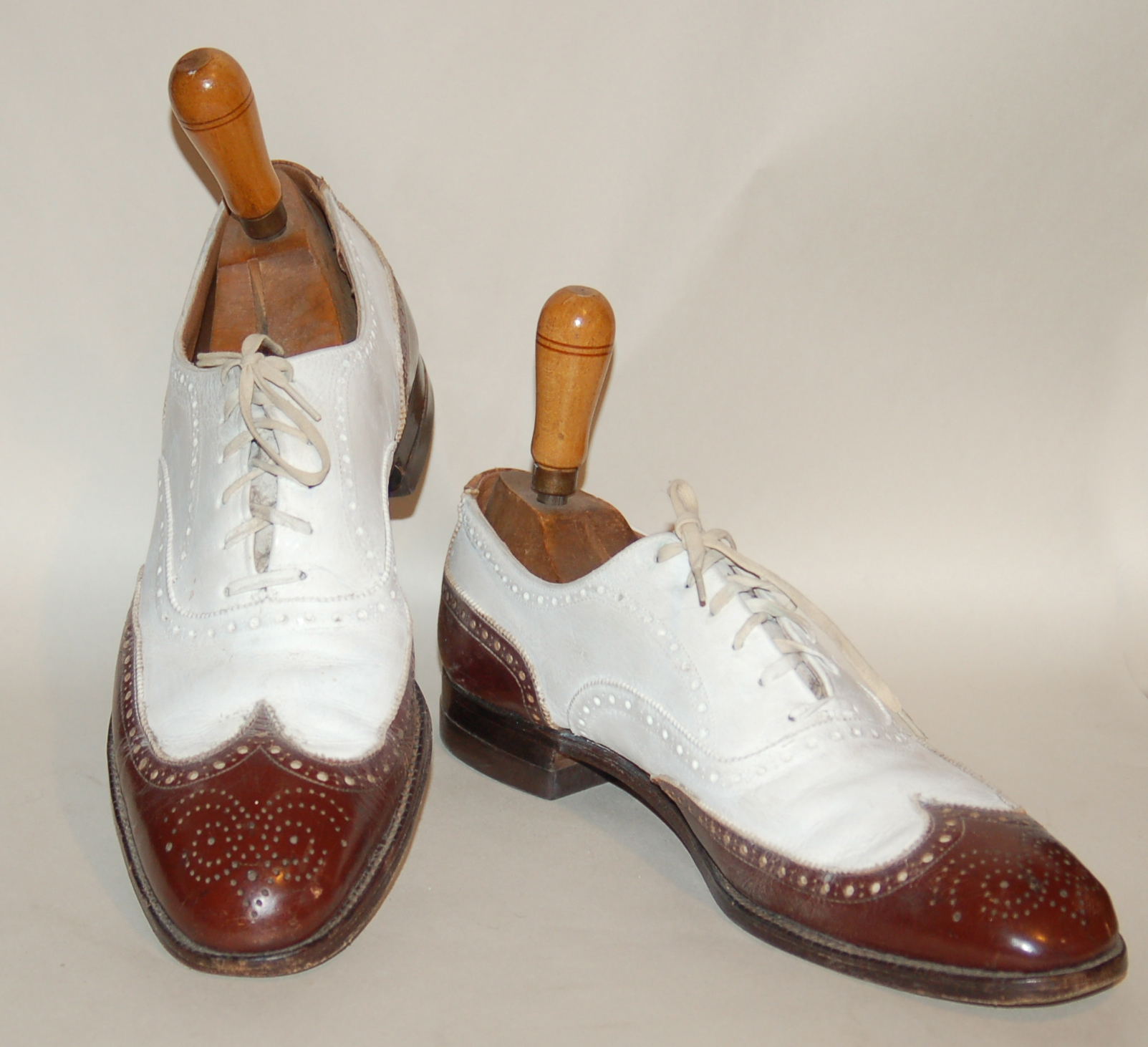
サドルシューズ
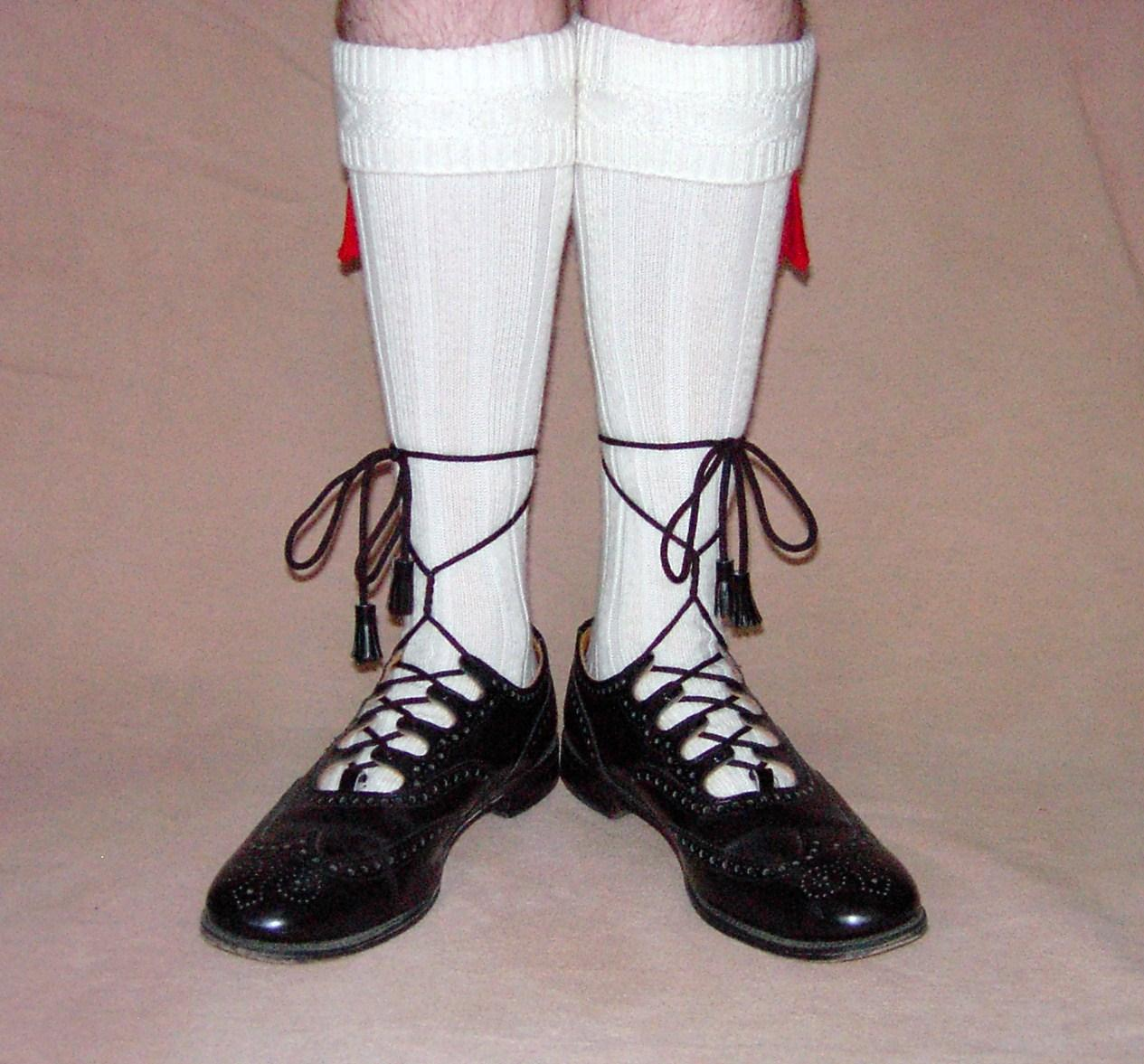
ギリーシューズ
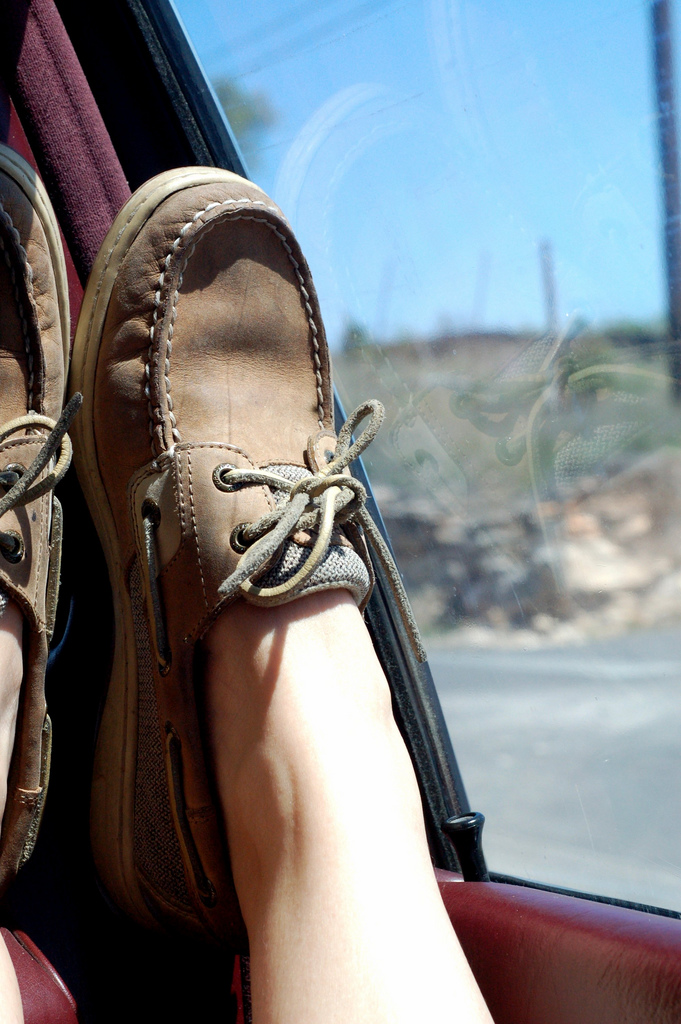
デッキシューズ

モカシン
一枚の革を足の裏から上部へ向かって引き上げ、別の革で蓋をするように縫い付けたデザイン。アメリカ原住民の着用していた靴がこのデザインだったといわれている。構造上、中底は存在しない。
ローファーズ（スリッポン、スリップ・オン）
紐によらず甲革上部と踵（かかと）で足を固定するデザイン。紐靴に比べ固定は甘く、踵が浮きやすい。開口部は大きくなる。
デッキ・シューズ（ボート・モカシン、ボートシューズ）
キャンプモカシン（キャンプモック）
サドル・シューズ(サドル・オックスフォード、コンビシューズ、スペクテイターシューズ、ポストマンシューズ)
2色の色や素材（銀面の革とスエードなど）を使った革靴。甲の部分が馬の鞍（サドル）に似ていることが名前の由来。爪先に白地や灰色、甲に黒や茶色が多い。色や素材が違う物はコンビシューズと言う。色や素材が同じ無地はビジネスで履くことも出来る。
ホワイトバックス
ホワイト・バックスキン・シューズの略。バックスキンとは鹿革。
ダーティバックス
薄汚れたホワイトバックスのこと。
ドライビング・シューズ
レザー・スニーカー
皮革性のスニーカー、革靴とスニーカーの中間。
ギリーシューズ
舞踏用の革靴。キルトの最礼装
安全靴
紐靴からローファー、前ゴムシューズが多く、素材は牛革、豚革、人造皮革と様々。
- 紐靴の安全靴
- 前ゴムシューズの安全靴
- サドルシューズ
- ギリーシューズ
- デッキシューズ

## 羽根による分類
羽根（レースステイ）とは、紐靴の甲部分にある左右からの覆い。甲革の上部に左右に分かれた部分（羽根と呼ぶ）があり、これを紐で結ぶことで靴を足にフィットさせる。羽に加え、甲革や穴飾り・爪先を加え、1つのデザインになる。次のような分類がある。
内羽根式（バルモラル）
羽根が甲部と一体化しているもの。冠婚葬祭等のフォーマルな場には、内羽根式の方が適するとされている。ヴィクトリア女王の王配アルバート公が考案したのが始まりで、彼が好んだスコットランドの城から「バルモラル」などと呼ばれる。英国王室が宮廷で使用してきた歴史から上記のようにフォーマルな場での使用に適している。
外羽根式（ダービーシューズ、ブラッチャー、ブルーチャー）
羽根が甲部の上に被せるように縫われたもの。舌革は甲革と一体の物や羽根の下で繋ぎ合わされている物等がある。ドイツの軍人、ゲプハルト・レベレヒト・フォン・ブリュッヘルが1815年のワーテルローの戦いで使用したのが起源である。軍靴に採用されただけあり、着脱が容易でありなど実用性を重視したものになっている。「ブラッチャー」「ブルーチャー」は考案者「ブリュッヘル（Blücher）」の各国言語の発音の違いである。
モンクストラップ
「甲革形状による分類」の項目参照。紐ではなく、ベルトで締め付けるもの。

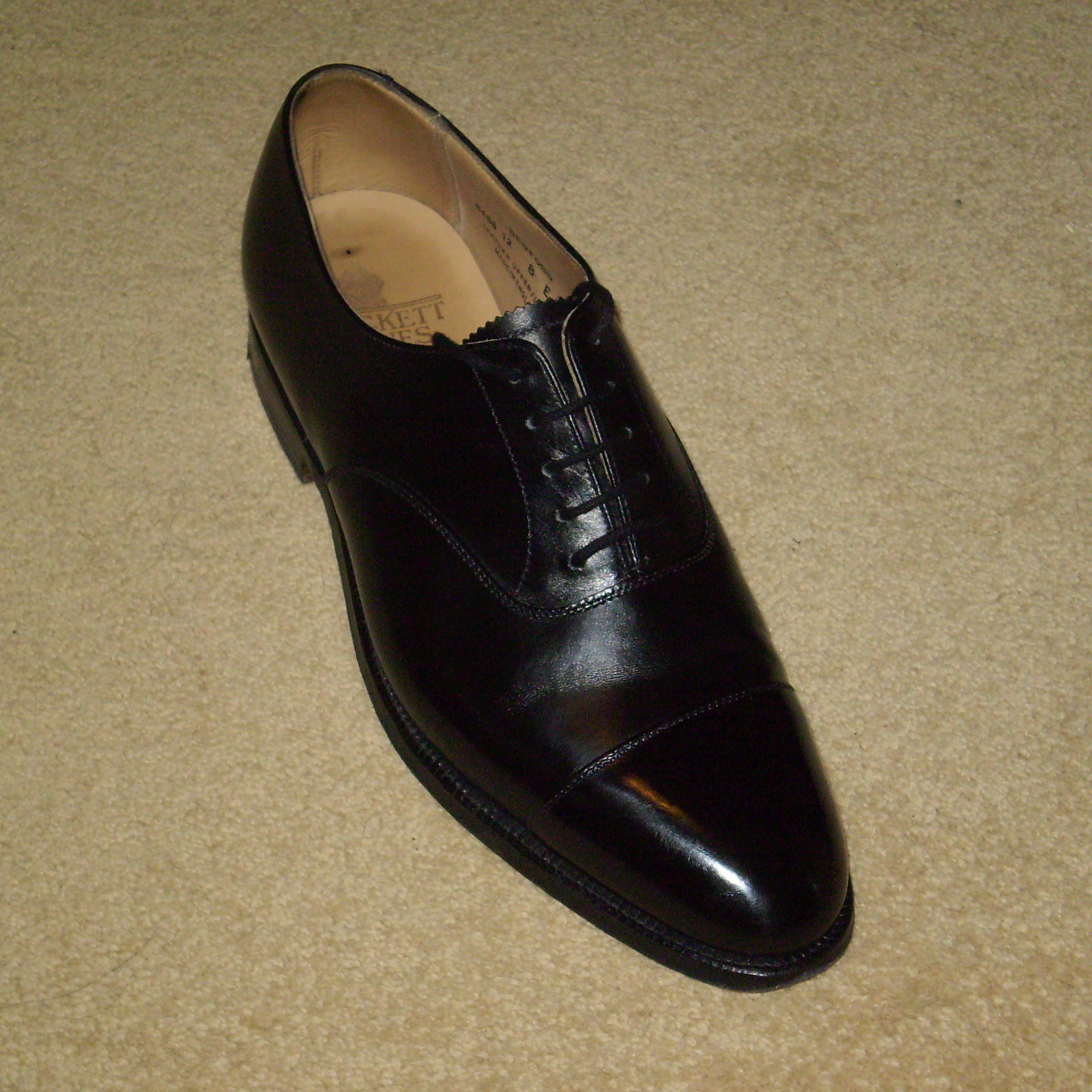
黒の銀面で出来た平均的な内羽式のストレートチップ
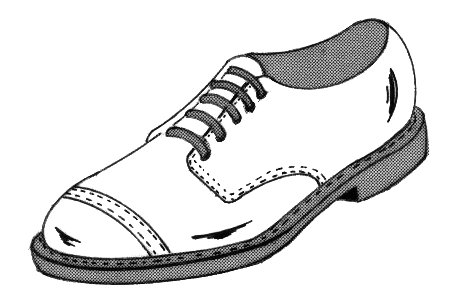
外羽根式のストレートチップ
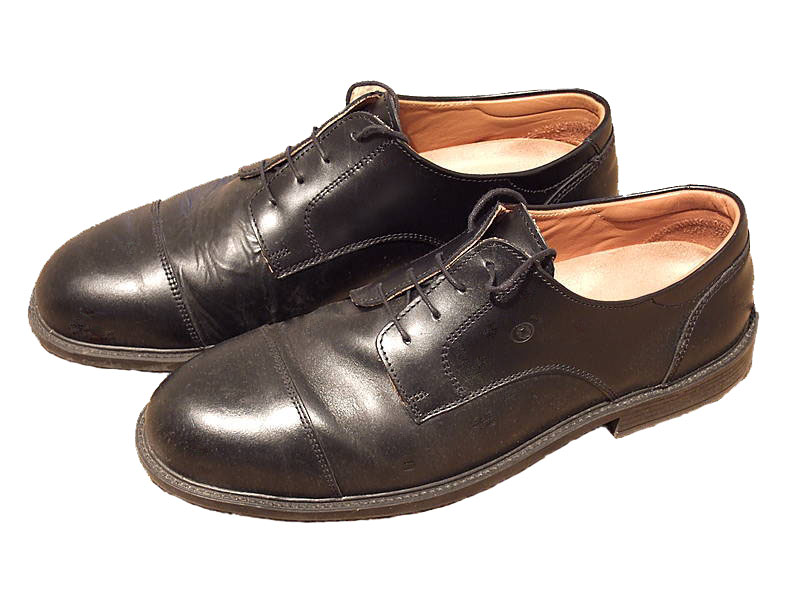
外羽根式のストレートチップ
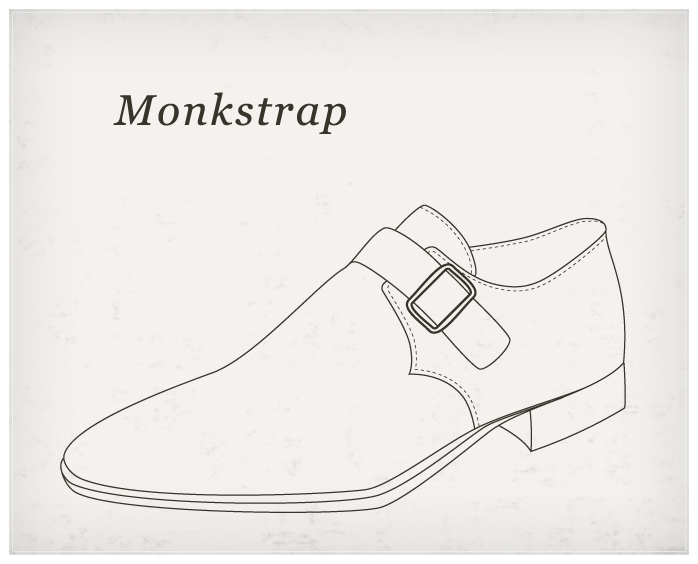
モンクストラップの型
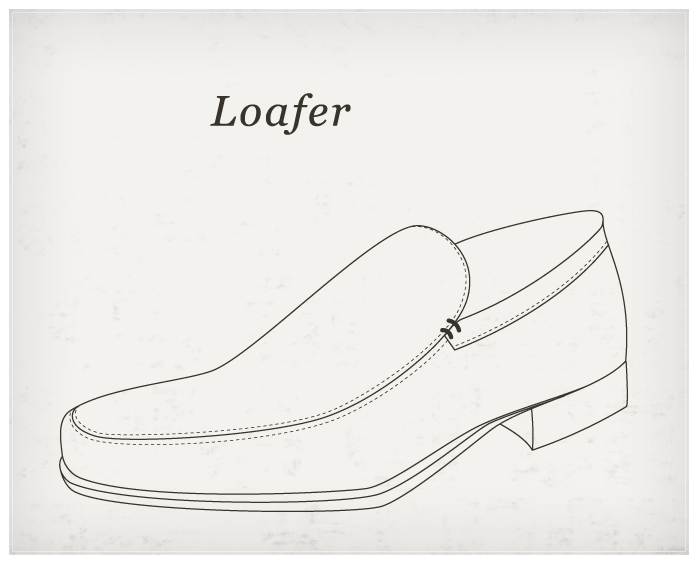
ローファー

## 穴飾り
ブローグ
足の甲部分の穴飾り。
セミブローグ
ストレートチップやプレーントウにパーフォレーション（足の甲部分の穴飾り）で装飾したもの。
フルブローグ
ウィングチップにパーフォレーションで装飾したもの。
クォーターブローグ
セミブローグから爪先のメダリオンを取ったもの。
メダリオン
爪先の穴飾り。

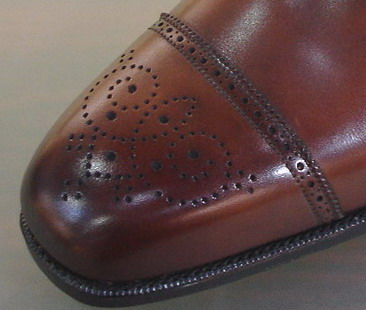
ストレートチップの特徴的な穴飾り(メダリオン)セミブローグ。
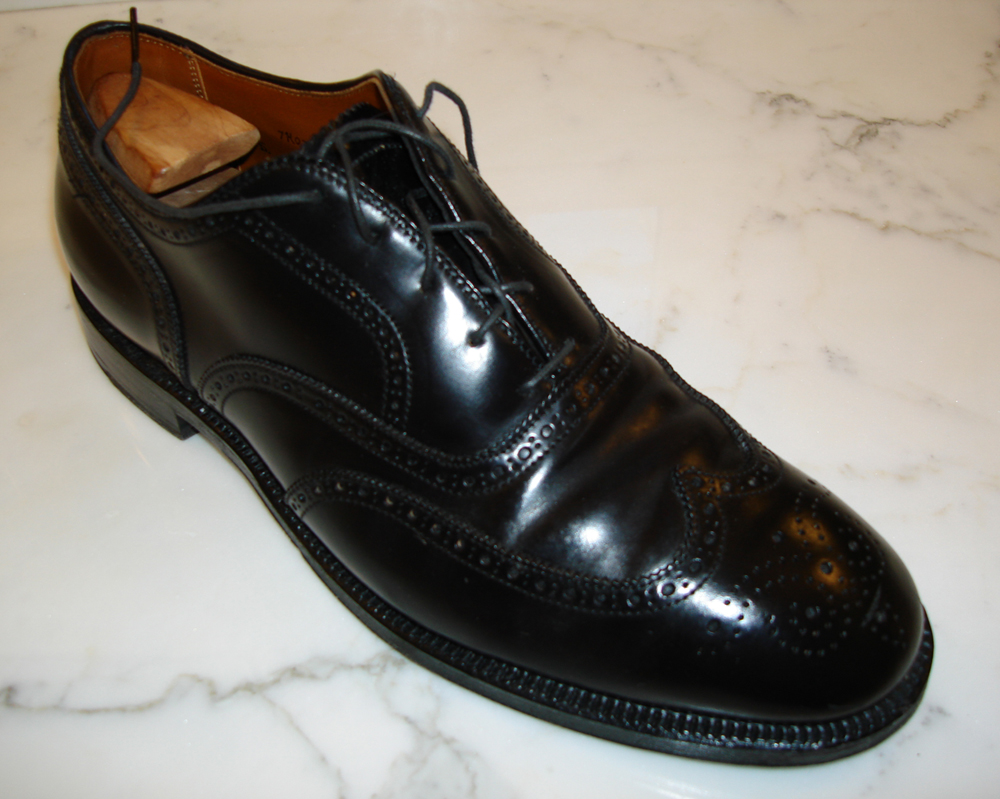
フルブローグのウィングチップ

## 爪先のカットの名称

ラウンドトゥ
ポインテッドトゥ
スクエアトゥ
スワール・トゥ

トウ :靴の先端部。（toeと綴られ、「トゥ」と発音するのは誤り）
ポインテッドトゥ
フォーマルにもカジュアルにも使える、ハイヒールにも用いられている。サイズを合わせないと足を痛めやすい。ラウンドトゥの一種。とんがり靴やドタ靴（大きく重く、歩くとドタドタ音がするため）とも称される。
ラウンドトゥ(エッグトゥ)
フォーマルにもカジュアルにも使える、一般によく見る爪先。エッグトゥの由来は卵のカーブと爪先の丸いところが似ているところから付いた。
(類似型で、「ブルドックトゥ」ロリータ・ファッションでいう「おでこ靴」がある。爪先がおでこのように膨らんでいる。)
スクウェアトゥ
カジュアルに用いる爪先。爪先が四角くなっている。
スワール・トゥ
カジュアルに用いる爪先。爪先の端に二本の線が入っている靴で白鳥をイメージしたと言われている。
セミスクウェアトゥ
カジュアルに用いる爪先。爪先がやや四角くなっている。
チゼルトゥ
爪先をノミで削ったような鋭角にカットしたもの。チゼルは工具、トゥは爪先のこと。ジョージ・クレバリーが広めた。スクウェアトゥの一種。
- ラウンドトゥ
- ポインテッドトゥ
- スクエアトゥ
- スワール・トゥ

## 鳩目（アイレット、小穴）の分類
紐靴において紐靴を通すための穴で、一般的な既製品では5個が多い。
鳩目の数と靴紐の長さ
- 鳩目の数が2対	約50cm～60cm
- 鳩目の数が3対	約55cm～65cm
- 鳩目の数が4対	約60cm～70cm
- 鳩目の数が5対	約65cm～75cm
- 鳩目の数が6対	約70cm～80cm

靴紐が鳩目の先端から約20cm～25cm位出ている状態を選ぶこと。靴紐は木綿や絹・ナイロン・ポリエステル・アクリル繊維が用いられている。

## 靴の結び方
シングル
フォーマルやビジネスに用いる結び方、片方だけを締め付ける。
パラレル
フォーマルやビジネスに用いる結び方、両側を締め付ける。
オーバーラップ
スニーカーなどに用いる結び方、締めにくいが緩みにくい。足高の人にも合いやすい。
アンダーラップ
スニーカーなどに用いる結び方、締めやすいが緩みやすい。靴と足が合いやすい。

## 履き口の高さ
ローカット
ローファーや紐無しの靴に多い。
オックスフォード
紐ありの靴に多い、正装に用いる。
ハイライザー
紐ありの靴に多い、正装に用いる。

## 踵の高さ
- ローヒール(0～1．4cm)
- スタンダードヒール((1.5～3．0cm)
- ハイヒール(3.1cm以上)

## 靴底の厚さ
シングルソール
靴底を1枚で構成したもの。3mm～6mm辺りの厚さ。
ダブルソール
靴底を2枚で構成したもの。丈夫で水に強いが、重く馴染みが遅く爪先が減りやすい。6mm～12mm辺りの厚さ。
ハーフミッドソール
前面（土踏まずより前）だけ2枚の革で構成したもの。
トリプルソール
靴底を3枚で構成したもの。最も丈夫だが重い。9mm～18mm辺りの厚さ。

## 羽根飾り
- 有り
  - 華やかな外見になる、ビジネスやカジュアルに用いられる。
- 無し
  - 正装に用いられる。

## 縫い目の分類
内縫い
縫い目が目立た無いので正装にも用いられる。
外縫い
縫い目が見えるのでビジネスからカジュアルに用いられる。

## 靴紐の分類
- 丸紐（丸紐の方がやや改まった物になるが、紐が解けやすく靴に合うのが難しい）
  - 蝋引
    - 蝋やシリコン樹脂で覆われた紐、耐久性を重視した作りが多い。

  - 石目（編み紐）
    - 編んだ紐、伸縮性に優れている。

  - ガス引き（ガス紐）
    - 結びやすくできているものが多い。
- 平紐（平紐はややカジュアルになるが、紐が解けにくく靴に合いやすい）
  - ガス引き（ガス紐）
  - 石目（編み紐）
    - スニーカーやワークブーツに使われることが多い。

## 靴のサイズ
靴のサイズは足囲と足高で決まる。
足囲
AA～E～EEEE～Gまで、EはEの数が多いほど、また、アルファベットの順番が遅くなるほど幅が広くなる。
足高
24や25など、0.5単位で大きくなるがまれに0.25単位で大きくなる物もある。

## 甲革・羽根以外の各部の名称
表底（ソール）
靴の底。革底（レザーソール）とゴム底（ラバーソール）等がある。革底の場合、通気性が良いが雨水などが浸透しやすく、また着用後は水分を拭い油分を補給するなどの手間がかかる。他方、ゴム底の場合は、手入れが簡便である。
革底
水にも弱く、滑りやすいが、通気性・排湿性に富み、足に馴染みやすい。
ゴム底
ウェストン
J.M.ウェストン社の靴に用いられる頑強なラバーソールでタイヤメーカーのミシュラン社との共同開発。
エアクッションソール
独特の感触と耐水・耐油・耐酸・耐摩耗性に優れる靴底。
クレープ
滑りにくいが(雨天には滑りやすい)、柔らかい分減りやすく夏場は溶けて粘つくこともある。ラバーの表面が細かく波打っているソールで、クラークス社やオールデンなどに使用される。
合成底
黒い平らのゴム底。丈夫で雨にも強いが通気性が悪く蒸れやすい。靴底が目立ちにくい。
コルクソール
コルクとゴムを合わせた靴底レッドウィングで主に使われる。靴底が目立ちにくい。
コマンド
軍用の靴に使用されたソールで、この凹凸パターンのものを呼ぶ。一般的にドレス・シューズにはあまり使用されないが、ビブラムに比べれば多く用いられている。
スペリー・ソール
1935年ポール・スペリーが開発した細かな切れ目が入ったソールで、デッキ・シューズなどに用いられる。
ダイナイト
登山靴から発展した滑りにくく耐久性に富むダイナイト社製のラバーソール。
現在はドレス・シューズと合わせて用いられる事が多い。仲間にリッジウェイ・ソールがある。
チェーン・トレッド・ソール
L.L.ビーン社で開発されたハンティング・ブーツ用のソール。
パラテックスソール
ビブラム（ヴィブラム）
アウトドアシューズに多用されるイタリア・ヴィブラム社製のソールで登山用から発展。コマンドの一種。
総称は、ラグソール。
リッジウェイ・ソール
深めの刻みが入った英国製のラバーソール。ダイナイトの一種。
レッドブリックソール（アンツーカーソール、レンガソール）
煉瓦のような赤茶色の靴底。靴底が目立ちにくい。
プラスチック
磨き板
リーガル社の靴底に使用されるラバーより固いプラスチックのような素材。
麻
エスパドリーユ(en)
麻を縄状に編んだ靴底
踵（ヒール）
革を何枚も積み重ねて成形されるものは伝統的なもの。ゴム製のものはソールと一体化していることが多い。
コバ（ソールエッジ）
底(ウェルト等含む)の側面部。
靴紐（シューレース）
紐靴において甲部分を締め上げるための紐。
舌革（タン、ベロ）
甲部分中央にある部位。紐を締めた時に足に食い込むのを防いだり、砂などの靴内部への侵入を防止したりする働きがある。
メダリオン
爪先部分の穴飾り。元々は水切りと通気性を良くするためのディテールと言われており、フォーマルな場には適さないとされる。
ライニング
内部の裏張り。

## 甲革の原料
甲革とは、靴の上部の革である。通常革靴は動物の皮をなめしたものを主な原材料とする。主なものは牛・馬・カンガルー・豚・ヤギなどである。このうち、豚は主に甲革の内張に多用される。豚革は日本が唯一輸出している皮革である。
牛革
最も一般的な革であり、革靴に使用される革としては最大数量。一般的に成牛の背中から脇までの皮を使用する。カウ・ブル等の分類があるが、基本的に全て肉牛の皮である。表面にエンボス加工を施すことにより、オーストリッチ（ダチョウ）・ワニ・ヘビなどの模造をする事も可能である（これらの革は高級かつ国際条約により取引規制されているので誤解を招かないよう「＊＊風」として販売される）。外見上の特徴は特に無い。
コードバン
馬の臀部の皮を植物の渋（タンニン）でなめしたもの。分厚くて独特の光沢があるため、ドレスシューズにも用いられる。日本ではあまり使われないが、欧米では沼地などで使う狩猟靴にしばしば採用される。オイルドレザーなども多い。
カンガルー革
近年特に使用が増えた皮革である。世界的に肉牛の需要が減少し、副産物としての牛革が減少するに伴い、徐々に採用された。基本部位は肉牛と同じく背中から脇であるが、カンガルーは二足歩行するため、革の形状も三角形に近い形を成しており、製造過程で若干の技術的困難が見られた。外見上は牛革と大差なく、見分けはつきにくい。
豚革
非常に柔らかいのが特徴で、摩耗に強いため靴の内革に使用される。3本ずつ揃った毛穴が特徴で、一見して豚革と判別できる。
ヤギ・羊革
表面が平滑で、柔軟性の富むが、皺になりやすい。目の細かい毛穴が特徴である。
シカ
柔らかく水に強い。ディアスキンと呼ばれる。
このほか、高価なものとしてはオーストリッチ、ペッカリー（ノブタ）、ワニ・ヘビなどの皮も甲革として使用されることがある。

## 製造工程
革靴は基本的に以下の工程で製造される。
1. 採寸 - 使用者の足のサイズを測る。量産される靴は、あらかじめ一般的な使用者を想定してラストを作成する。
2. ラスト作成 - 採寸したデータを基に、ラストと呼ばれる木型を作成する。
3. 裁断 - あらかじめ提供されたデザインに基づき、型紙から各パーツを革から断裁する。
4. 縫製 - 甲革と内張りをそれぞれ縫製する。
5. 内底張り - ラストに内底を固定する。この段階ですでにシャンクが内底に装着済みの場合もある。通常釘で打ち付けるが、釘の抜き忘れが懸念されることから最近では糊張りも見られる。ただし、糊張りだと後工程でずれてしまうこと、きれいにはがれないことなどから、現在でもなお釘うちが主流である。
6. 補材挿入 - 甲革と内張りの間に、かかと芯・つま先芯など、固さを出したい部位に補材を挿入する。
7. 釣り込み - ソールに補材と内張りが施された甲革を乗せ、内底の上に固定していく。この際、釘が多用される。
8. くぎ抜き - 全ての釘を抜き、ラストを甲革から抜き取る。この段階で、ようやく靴の外観が現れる。
9. シャンク付け - シャンクを取り付ける。シャンクはかかとが高くなっている革靴の、足の裏の強度を保つ金属あるいは木製部品である。
10. 底つけ - 甲革に底をつける。底のつけ方は多種あるが、下記「製法による分類」を参照のこと。

## 手入れ
革靴に限らず、皮革製品は手入れを怠ると劣化する。そのため、定期的なメンテナンスが必要となる。ここでは、代表的かつ一般的なタイプの靴の清掃を紹介する。靴によっては、独自の手入れが要求される場合もあるので、商品の取扱説明書も参照されたい。皮革の手入れについては皮革、靴磨きを参照。
1. 汚れのふき取り　ブラシで大まかに甲革の汚れを払い、竹へらで靴底の汚れを取る。更にやわらかい木綿の布で甲革全体を拭く。
2. 靴墨の塗布　靴墨を適量とり、広く甲革全体に塗り広げる。広げ終わった後に、靴墨が乾かないうちに簡単に柔らかい布で拭き取る。このとき使用した布は廃棄する。
3. 上記を片方ずつ行い、約10分ほど放置する。概ね靴墨が乾燥したところで、別の柔らかい布でこすり、つやを出す。

1.は毎日靴を脱いですぐ、2.と3.は7日に一回程度行う。
革靴は履く事により皺ができ形が崩れるため、脱いだ後はシューキーパーを使用するのが望ましい。

## 寸法表示
靴の寸法表示には現在幾つかの標準がある。ただ、同一の規格内でも国やメーカーによって実際の大きさに差がある。

### センチメートルによる表示法
特定の寸法を持つ足の長さ(かかとからつま先まで）をセンチメートル（cm）で表示する。この場合、靴に入る足の大きさを表示するので、厳密には靴の寸法ではなく足の寸法である（足入れサイズ）。22.5cm、25cmなどの表示。端数は通常0.5cm単位であるが、まれに0.25cmのものもある。主に日本・中国などで使用されている表示法で、日本では最も一般的である。

### 大麦による表示法
靴の甲革のかかとからつま先までの内側の長さを大麦の粒(1/3インチ)の個数で表示する。6、7　1/2等の表示で読み方は、『インチ』ではなく『サイズ』である。主に英国・米国・南米などで使用されている表示法で、輸入靴の寸法表示で日本でも見ることができる。

### オート麦による表示法
脱穀したオート麦を並べ、その個数で靴底の大きさを表示する。35、40などの表示になり、端数は無い。通常単位表示はなされず、数字だけの表示となる。主に欧州で使用されている表示法で、輸入靴の寸法表示として日本でも見ることができる。

### 文数による表示法
一文銭を並べて足の大きさを表示する表示法。この場合も、靴の大きさではなく足の大きさを表示する。七文、十文半等と表示する。なお、この表示法は現在革靴にはほぼ見られなくなり、下駄・草履・地下足袋などに僅かに見られるのみである。

### 幅の表示
日本ではJIS S 5037「靴のサイズ」に基づき、足囲の表示としてアルファベットで表示される。日本人の足は西洋人に比べて甲高といわれており、このため洋靴（革靴）は日本人には幅が狭いことが多いと信じられている。これは年配者によく見られる傾向であり、中年以下や若年者にはあまり当てはまらない。むしろ幅の広すぎる靴で足を変形させたり痛めたりするケースが広く見られる。また、日本の寸法表示が足の大きさでなされ、靴の大きさを示す洋靴(革靴)の着用に際して誤解を生じることも多かった。このため、1977年から1979年にかけて全日本履物団体協議会が通商産業省生活産業局からの委託を受け、「靴型基準の作成のための調査研究」を行い、JIS S 5037で幅に関する基準が制定された結果である。表示はセンチメートル表示された足長に続いて行われ、AA、A、B、C、D、E、EE、EEE、EEEE、F、Gと後のほうほど甲高・幅広になる。またEの列はEの数が増えるほど甲高・幅広になる。またFはEEEEEと表示される場合も多い。婦人靴の場合表示されていない場合も多い。